# 乌剌黑赤
乌剌黑赤（Ulaghchi，？—1257年），金帐汗国第四任可汗，关于他的身世，记载不一，有说他是撒里答之子，有说他是拔都的幼子。1256年，撒里答死后，蒙古帝国大汗蒙哥命幼王乌剌黑赤继位，並由拔都的遗孀博剌克斤监国。1257年，乌剌黑赤死后，由拔都的弟弟別兒哥繼承金帐汗國大汗之位。
| 前任： 撒里答 | 金帐汗国君主 1256年—1257年 | 繼任： 别儿哥 |